# Élections cantonales de 2011 dans la Manche
Les élections cantonales ont eu lieu les 20 et 27 mars 2011.

## Contexte départemental

### Assemblée départementale sortante
Avant les élections, le conseil général de la Manche est présidé par Jean-François Le Grand (UMP). Il comprend 52 conseillers généraux issus des 52 cantons de la Manche. 26 d'entre eux sont renouvelables lors de ces élections. 
| Parti                             | Sigle | Élus |
| --------------------------------- | ----- | ---- |
| Majorité (36 sièges)              |       |      |
| Divers droite                     | DVD   | 24   |
| Union pour un mouvement populaire | UMP   | 10   |
| Nouveau centre                    | NC    | 1    |
| Sans étiquette                    | SE    | 1    |
| Opposition (16 sièges)            |       |      |
| Parti socialiste                  | PS    | 11   |
| MoDem                             | MoDem | 1    |
| Divers gauche                     | DVG   | 4    |
| Président du conseil général      |       |      |
| Jean-François Le Grand (UMP)      |       |      |

## Résultats à l'échelle du département

### Résultats en nombre de sièges
| Parti | Sièges mis en jeu | Élus | Évolution |
| ----- | ----------------- | ---- | --------- |
| DVD   | 10                | 9    | -1        |
| PS    | 6                 | 7    | +1        |
| UMP   | 6                 | 5    | -1        |
| SE    | 1                 | 0    | -1        |
| NC    | 0                 | 1    | +1        |
| DVG   | 3                 | 4    | +1        |

### Assemblée départementale à l'issue des élections
| Parti                             | Sigle | Élus |
| --------------------------------- | ----- | ---- |
| Majorité (34 sièges)              |       |      |
| Divers droite                     | DVD   | 23   |
| Union pour un mouvement populaire | UMP   | 9    |
| Nouveau centre                    | NC    | 2    |
| Opposition (18 sièges)            |       |      |
| Parti socialiste                  | PS    | 12   |
| Divers gauche                     | DVG   | 5    |
| MoDem                             | MoDem | 1    |
| Président du conseil général      |       |      |
| Jean-François Le Grand (UMP)      |       |      |

## Résultats par canton

### Canton de Barneville-Carteret
| Candidats      | Candidats         | Étiquette      | Premier tour | Premier tour | Second tour | Second tour |
| Candidats      | Candidats         | Étiquette      | Voix         | %            | Voix        | %           |
| -------------- | ----------------- | -------------- | ------------ | ------------ | ----------- | ----------- |
|                | Dieudonné Renaux* | DVG            | 1 568        | 54,41        | 1 946       | 65,63       |
|                | Hélène Leseigneur | DVD            | 1 012        | 35,11        | 1 019       | 34,37       |
|                | Jean-Marie Labbé  | FG (PCF)       | 302          | 10,48        |             |             |
|                |                   |                |              |              |             |             |
| Inscrits       | Inscrits          | Inscrits       | 6 280        | 100,00       | 6 280       | 100,00      |
| Abstentions    | Abstentions       | Abstentions    | 3 308        | 52,68        | 3 234       | 51,50       |
| Votants        | Votants           | Votants        | 2 972        | 47,32        | 3 046       | 48,50       |
| Blancs et nuls | Blancs et nuls    | Blancs et nuls | 90           | 3,03         | 81          | 2,66        |
| Exprimés       | Exprimés          | Exprimés       | 2 882        | 96,97        | 2 965       | 97,34       |

*sortant

### Canton de Beaumont-Hague
| Candidats      | Candidats       | Étiquette      | Premier tour | Premier tour | Second tour | Second tour |
| Candidats      | Candidats       | Étiquette      | Voix         | %            | Voix        | %           |
| -------------- | --------------- | -------------- | ------------ | ------------ | ----------- | ----------- |
|                | Michel Laurent* | DVD            | 1 838        | 44,76        | 2 248       | 50,17       |
|                | Yveline Druez   | PS             | 1 411        | 34,36        | 2 233       | 49,83       |
|                | Daniel Bosquet  | EÉLV           | 435          | 10,59        |             |             |
|                | Hervé Renet     | FG (PCF)       | 422          | 10,28        |             |             |
|                |                 |                |              |              |             |             |
| Inscrits       | Inscrits        | Inscrits       | 8 841        | 100,00       | 8 839       | 100,00      |
| Abstentions    | Abstentions     | Abstentions    | 4 619        | 52,25        | 4 193       | 47,44       |
| Votants        | Votants         | Votants        | 4 222        | 47,75        | 4 646       | 52,56       |
| Blancs et nuls | Blancs et nuls  | Blancs et nuls | 116          | 2,75         | 165         | 3,55        |
| Exprimés       | Exprimés        | Exprimés       | 4 106        | 97,25        | 4 481       | 96,45       |

*sortant

### Canton de Brécey
| Candidats      | Candidats       | Étiquette      | Premier tour | Premier tour |
| Candidats      | Candidats       | Étiquette      | Voix         | %            |
| -------------- | --------------- | -------------- | ------------ | ------------ |
|                | Bernard Tréhet* | UMP            | 1 388        | 61,01        |
|                | Patrice Cella   | FG (PCF)       | 566          | 24,88        |
|                | Jean Cotonnet   | FN             | 321          | 14,11        |
|                |                 |                |              |              |
| Inscrits       | Inscrits        | Inscrits       | 4 646        | 100,00       |
| Abstentions    | Abstentions     | Abstentions    | 2 229        | 47,98        |
| Votants        | Votants         | Votants        | 2 417        | 52,02        |
| Blancs et nuls | Blancs et nuls  | Blancs et nuls | 142          | 5,88         |
| Exprimés       | Exprimés        | Exprimés       | 2 275        | 94,12        |

*sortant

### Canton de Bréhal
| Candidats      | Candidats              | Étiquette      | Premier tour | Premier tour | Second tour | Second tour |
| Candidats      | Candidats              | Étiquette      | Voix         | %            | Voix        | %           |
| -------------- | ---------------------- | -------------- | ------------ | ------------ | ----------- | ----------- |
|                | Jean Marie Remoué*     | UMP            | 1 709        | 44,88        | 2 055       | 61,07       |
|                | Michel Mesnage         | DVD            | 840          | 22,06        | 1 310       | 38,93       |
|                | Alain Hirschauer       | PS             | 533          | 14,00        |             |             |
|                | Yann Forestier         | EÉLV           | 450          | 11,82        |             |             |
|                | Françoise Podeur-Rayon | FG (PG)        | 276          | 7,25         |             |             |
|                |                        |                |              |              |             |             |
| Inscrits       | Inscrits               | Inscrits       | 9 181        | 100,00       | 9 114       | 100,00      |
| Abstentions    | Abstentions            | Abstentions    | 5 253        | 57,22        | 5 328       | 58,46       |
| Votants        | Votants                | Votants        | 3 928        | 42,78        | 3 786       | 41,54       |
| Blancs et nuls | Blancs et nuls         | Blancs et nuls | 120          | 305          | 421         | 11,12       |
| Exprimés       | Exprimés               | Exprimés       | 3 808        | 96,95        | 3 365       | 88,88       |

*sortant

### Canton de Bricquebec
| Candidats      | Candidats             | Étiquette      | Premier tour | Premier tour | Second tour | Second tour |
| Candidats      | Candidats             | Étiquette      | Voix         | %            | Voix        | %           |
| -------------- | --------------------- | -------------- | ------------ | ------------ | ----------- | ----------- |
|                | Patrice Pillet*       | UMP            | 1 580        | 48,04        | 1 893       | 58,09       |
|                | Jean-Philippe Decroux | DVG            | 672          | 20,43        | 1 366       | 41,91       |
|                | Emmanuel Regnouf      | FN             | 463          | 14,08        |             |             |
|                | Patrick Lafon         | EÉLV           | 293          | 8,91         |             |             |
|                | Sylvie Le Bail        | FG (PCF)       | 281          | 8,54         |             |             |
|                |                       |                |              |              |             |             |
| Inscrits       | Inscrits              | Inscrits       | 8 519        | 100,00       | 8 519       | 100,00      |
| Abstentions    | Abstentions           | Abstentions    | 5 143        | 60,37        | 5 103       | 59,90       |
| Votants        | Votants               | Votants        | 3 376        | 39,63        | 3 416       | 40,10       |
| Blancs et nuls | Blancs et nuls        | Blancs et nuls | 87           | 2,58         | 157         | 4,60        |
| Exprimés       | Exprimés              | Exprimés       | 3 289        | 97,42        | 3 259       | 95,40       |

*sortant

### Canton de Carentan
| Candidats      | Candidats       | Étiquette      | Premier tour | Premier tour | Second tour | Second tour |
| Candidats      | Candidats       | Étiquette      | Voix         | %            | Voix        | %           |
| -------------- | --------------- | -------------- | ------------ | ------------ | ----------- | ----------- |
|                | Hervé Houel*    | PS             | 1 821        | 45,86        | 2 485       | 58,89       |
|                | Louis Regnault  | DVD            | 1 553        | 39,11        | 1 735       | 41,11       |
|                | Denis Tardiveau | FG (PCF)       | 338          | 8,51         |             |             |
|                | Michèle Bernard | EÉLV           | 259          | 6,52         |             |             |
|                |                 |                |              |              |             |             |
| Inscrits       | Inscrits        | Inscrits       | 9 006        | 100,00       | 8 997       | 100,00      |
| Abstentions    | Abstentions     | Abstentions    | 4 876        | 54,14        | 4 583       | 50,94       |
| Votants        | Votants         | Votants        | 4 130        | 45,86        | 4 414       | 49,06       |
| Blancs et nuls | Blancs et nuls  | Blancs et nuls | 159          | 3,85         | 194         | 4,40        |
| Exprimés       | Exprimés        | Exprimés       | 3 971        | 96,15        | 4 220       | 95,60       |

*sortant

### Canton de Cherbourg-Octeville-Sud-Est
| Candidats      | Candidats         | Étiquette      | Premier tour | Premier tour | Second tour | Second tour |
| Candidats      | Candidats         | Étiquette      | Voix         | %            | Voix        | %           |
| -------------- | ----------------- | -------------- | ------------ | ------------ | ----------- | ----------- |
|                | Michel Louiset*   | PS             | 1 156        | 51,93        | 1 577       | 70,59       |
|                | David Margueritte | UMP            | 532          | 23,90        | 657         | 29,41       |
|                | Nicolas Vivier    | EÉLV           | 263          | 11,81        |             |             |
|                | Ralph Lejamtel    | FG (PCF)       | 177          | 7,95         |             |             |
|                | Nathalie Ménard   | NPA            | 98           | 4,40         |             |             |
|                |                   |                |              |              |             |             |
| Inscrits       | Inscrits          | Inscrits       | 7 120        | 100,00       | 7 120       | 100,00      |
| Abstentions    | Abstentions       | Abstentions    | 4 837        | 67,94        | 4 778       | 67,11       |
| Votants        | Votants           | Votants        | 2 283        | 32,06        | 2 342       | 32,89       |
| Blancs et nuls | Blancs et nuls    | Blancs et nuls | 57           | 2,50         | 108         | 4,61        |
| Exprimés       | Exprimés          | Exprimés       | 2 226        | 97,50        | 2 234       | 95,39       |

*sortant

### Canton de Coutances
| Candidats      | Candidats              | Étiquette      | Premier tour | Premier tour | Second tour | Second tour |
| Candidats      | Candidats              | Étiquette      | Voix         | %            | Voix        | %           |
| -------------- | ---------------------- | -------------- | ------------ | ------------ | ----------- | ----------- |
|                | Claude Périer*         | PS             | 1 751        | 42,34        | 2 541       | 60,04       |
|                | Jean Dominique Bourdin | DVD            | 863          | 20,87        | 1 691       | 39,96       |
|                | Jean-Manuel Cousin     | UMP            | 762          | 18,42        |             |             |
|                | Michel Frémont         | EÉLV           | 385          | 9,31         |             |             |
|                | Philippe Vaugeois      | DVD            | 256          | 6,19         |             |             |
|                | Alain Millien          | FG (PCF)       | 119          | 2,88         |             |             |
|                |                        |                |              |              |             |             |
| Inscrits       | Inscrits               | Inscrits       | 8 571        | 100,00       | 8 571       | 100,00      |
| Abstentions    | Abstentions            | Abstentions    | 4 350        | 50,75        | 4 220       | 49,24       |
| Votants        | Votants                | Votants        | 4 221        | 49,25        | 4 351       | 50,76       |
| Blancs et nuls | Blancs et nuls         | Blancs et nuls | 85           | 2,01         | 119         | 2,74        |
| Exprimés       | Exprimés               | Exprimés       | 4 136        | 97,99        | 4 232       | 97,26       |

*sortant

### Canton d'Équeurdreville-Hainneville
| Candidats      | Candidats       | Étiquette      | Premier tour | Premier tour | Second tour | Second tour |
| Candidats      | Candidats       | Étiquette      | Voix         | %            | Voix        | %           |
| -------------- | --------------- | -------------- | ------------ | ------------ | ----------- | ----------- |
|                | Pierre Bihet*   | PS             | 3 241        | 52,81        | 4 585       | 75,32       |
|                | Dominique Verdé | UMP            | 1 219        | 19,86        | 1 502       | 24,68       |
|                | Louis Poutas    | EÉLV           | 858          | 13,98        |             |             |
|                | Anne Levaslot   | FG (PCF)       | 819          | 13,35        |             |             |
|                |                 |                |              |              |             |             |
| Inscrits       | Inscrits        | Inscrits       | 18 444       | 100,00       | 18 441      | 100,00      |
| Abstentions    | Abstentions     | Abstentions    | 12 024       | 65,19        | 11 897      | 64,51       |
| Votants        | Votants         | Votants        | 6 420        | 34,81        | 6 544       | 35,49       |
| Blancs et nuls | Blancs et nuls  | Blancs et nuls | 283          | 4,41         | 457         | 6,98        |
| Exprimés       | Exprimés        | Exprimés       | 6 137        | 95,59        | 6 087       | 93,02       |

*sortant

### Canton d'Isigny-le-Buat
| Candidats      | Candidats              | Étiquette      | Premier tour | Premier tour | Second tour | Second tour |
| Candidats      | Candidats              | Étiquette      | Voix         | %            | Voix        | %           |
| -------------- | ---------------------- | -------------- | ------------ | ------------ | ----------- | ----------- |
|                | Louis Desloges*        | DVD            | 781          | 49,65        | 929         | 57,03       |
|                | Frédéric Marchetti     | PS             | 395          | 29,11        | 700         | 42,97       |
|                | Erick Goupil           | M-NC           | 283          | 17,99        |             |             |
|                | Jacques Daurios        | EÉLV           | 88           | 5,59         |             |             |
|                | Pierre-Maurice Chesnel | FG (PCF)       | 26           | 1,65         |             |             |
|                |                        |                |              |              |             |             |
| Inscrits       | Inscrits               | Inscrits       | 2 329        | 100,00       | 2 329       | 100,00      |
| Abstentions    | Abstentions            | Abstentions    | 711          | 30,53        | 641         | 27,52       |
| Votants        | Votants                | Votants        | 1 618        | 69,47        | 1 688       | 72,48       |
| Blancs et nuls | Blancs et nuls         | Blancs et nuls | 45           | 2,78         | 59          | 3,50        |
| Exprimés       | Exprimés               | Exprimés       | 1 573        | 97,22        | 1 629       | 96,50       |

*sortant

### Canton de Juvigny-le-Tertre
| Candidats      | Candidats                  | Étiquette      | Premier tour | Premier tour |
| Candidats      | Candidats                  | Étiquette      | Voix         | %            |
| -------------- | -------------------------- | -------------- | ------------ | ------------ |
|                | Marie-Hélène Fillatre      | DVG            | 702          | 81,63        |
|                | Anne-Marie Lemoigne-Blimer | FG (PCF)       | 87           | 10,12        |
|                | Mickaël Gautier            | REG            | 71           | 8,26         |
|                |                            |                |              |              |
| Inscrits       | Inscrits                   | Inscrits       | 1 885        | 100,00       |
| Abstentions    | Abstentions                | Abstentions    | 893          | 47,37        |
| Votants        | Votants                    | Votants        | 892          | 52,63        |
| Blancs et nuls | Blancs et nuls             | Blancs et nuls | 132          | 13,31        |
| Exprimés       | Exprimés                   | Exprimés       | 760          | 86,69        |

### Canton de La Haye-du-Puits
| Candidats      | Candidats              | Étiquette      | Premier tour | Premier tour | Second tour | Second tour |
| Candidats      | Candidats              | Étiquette      | Voix         | %            | Voix        | %           |
| -------------- | ---------------------- | -------------- | ------------ | ------------ | ----------- | ----------- |
|                | Alain Aubert           | DVG            | 945          | 30,27        | 1 283       | 41,06       |
|                | Jean Morin             | DVD            | 817          | 26,17        | 1 842       | 58,94       |
|                | Laurent Leclerc        | UMP            | 486          | 15,57        |             |             |
|                | Gérard De La Fournière | DVD            | 463          | 14,83        |             |             |
|                | René Lemarquand        | FN             | 411          | 13,16        |             |             |
|                |                        |                |              |              |             |             |
| Inscrits       | Inscrits               | Inscrits       | 6 358        | 100,00       | 6 358       | 100,00      |
| Abstentions    | Abstentions            | Abstentions    | 3 137        | 49,34        | 3 082       | 48,47       |
| Votants        | Votants                | Votants        | 3 221        | 50,66        | 3 276       | 51,53       |
| Blancs et nuls | Blancs et nuls         | Blancs et nuls | 99           | 3,07         | 151         | 4,61        |
| Exprimés       | Exprimés               | Exprimés       | 3 122        | 96,93        | 3 125       | 95,39       |

### Canton de Percy
| Candidats      | Candidats      | Étiquette      | Premier tour | Premier tour | Second tour | Second tour |
| Candidats      | Candidats      | Étiquette      | Voix         | %            | Voix        | %           |
| -------------- | -------------- | -------------- | ------------ | ------------ | ----------- | ----------- |
|                | Marcel Bourdon | DVD            | 795          | 37,98        | 948         | 41,43       |
|                | Alain Leneveu  | DVD            | 646          | 30,86        | 655         | 28,63       |
|                | Douba Bangoura | PS             | 594          | 28,38        | 685         | 29,94       |
|                | Chantal Atger  | FG (PCF)       | 58           | 2,77         |             |             |
|                |                |                |              |              |             |             |
| Inscrits       | Inscrits       | Inscrits       | 3 828        | 100,00       | 3 825       | 100,00      |
| Abstentions    | Abstentions    | Abstentions    | 1 656        | 43,26        | 1 484       | 38,80       |
| Votants        | Votants        | Votants        | 2 172        | 56,74        | 2 341       | 61,20       |
| Blancs et nuls | Blancs et nuls | Blancs et nuls | 79           | 3,64         | 53          | 2,26        |
| Exprimés       | Exprimés       | Exprimés       | 2 093        | 96,36        | 2 288       | 97,74       |

### Canton de Périers
| Candidats      | Candidats         | Étiquette      | Premier tour | Premier tour |
| Candidats      | Candidats         | Étiquette      | Voix         | %            |
| -------------- | ----------------- | -------------- | ------------ | ------------ |
|                | Hubert Lenormand* | DVD            | 1 437        | 100,00       |
|                |                   |                |              |              |
| Inscrits       | Inscrits          | Inscrits       | 4 609        | 100,00       |
| Abstentions    | Abstentions       | Abstentions    | 2 892        | 62,75        |
| Votants        | Votants           | Votants        | 1 717        | 37,25        |
| Blancs et nuls | Blancs et nuls    | Blancs et nuls | 280          | 16,31        |
| Exprimés       | Exprimés          | Exprimés       | 1 437        | 83,69        |

*sortant

### Canton de Pontorson
| Candidats      | Candidats          | Étiquette      | Premier tour | Premier tour | Second tour | Second tour |
| Candidats      | Candidats          | Étiquette      | Voix         | %            | Voix        | %           |
| -------------- | ------------------ | -------------- | ------------ | ------------ | ----------- | ----------- |
|                | Jacques Gromellon  | UMP            | 1 075        | 43,45        | 1 661       | 57,89       |
|                | Patrick Larivière* | DVG            | 1 008        | 40,74        | 1 208       | 42,11       |
|                | Jean-Pierre Rodier | FN             | 391          | 15,80        |             |             |
|                |                    |                |              |              |             |             |
| Inscrits       | Inscrits           | Inscrits       | 5 090        | 100,00       | 5 090       | 100,00      |
| Abstentions    | Abstentions        | Abstentions    | 2 417        | 47,49        | 2 040       | 40,08       |
| Votants        | Votants            | Votants        | 2 673        | 52,51        | 3 050       | 59,92       |
| Blancs et nuls | Blancs et nuls     | Blancs et nuls | 199          | 7,44         | 181         | 5,93        |
| Exprimés       | Exprimés           | Exprimés       | 2 474        | 92,56        | 2 869       | 94,07       |

*sortant

### Canton de Saint-James
| Candidats      | Candidats      | Étiquette      | Premier tour | Premier tour |
| Candidats      | Candidats      | Étiquette      | Voix         | %            |
| -------------- | -------------- | -------------- | ------------ | ------------ |
|                | Paul Delaunay* | DVG            | 1 902        | 61,10        |
|                | Michel Thoury  | DVD            | 1 211        | 38,90        |
|                |                |                |              |              |
| Inscrits       | Inscrits       | Inscrits       | 5 191        | 100,00       |
| Abstentions    | Abstentions    | Abstentions    | 1 943        | 37,43        |
| Votants        | Votants        | Votants        | 3 248        | 62,57        |
| Blancs et nuls | Blancs et nuls | Blancs et nuls | 135          | 4,16         |
| Exprimés       | Exprimés       | Exprimés       | 3 113        | 95,84        |

*sortant

### Canton de Saint-Jean-de-Daye
| Candidats      | Candidats         | Étiquette      | Premier tour | Premier tour | Second tour | Second tour |
| Candidats      | Candidats         | Étiquette      | Voix         | %            | Voix        | %           |
| -------------- | ----------------- | -------------- | ------------ | ------------ | ----------- | ----------- |
|                | Lucien Boëm*      | PS             | 1 213        | 55,95        | 1 485       | 69,56       |
|                | Anne-Marie Corbel | DVD            | 590          | 27,21        | 650         | 30,44       |
|                | Christian Allain  | EÉLV           | 235          | 10,84        |             |             |
|                | Jacky Rihouey     | FG (PCF)       | 130          | 6,00         |             |             |
|                |                   |                |              |              |             |             |
| Inscrits       | Inscrits          | Inscrits       | 4 949        | 100,00       | 4 949       | 100,00      |
| Abstentions    | Abstentions       | Abstentions    | 2 683        | 54,21        | 2 703       | 54,62       |
| Votants        | Votants           | Votants        | 2 266        | 45,79        | 2 246       | 45,38       |
| Blancs et nuls | Blancs et nuls    | Blancs et nuls | 98           | 4,32         | 111         | 4,94        |
| Exprimés       | Exprimés          | Exprimés       | 2 168        | 95,68        | 2 135       | 95,06       |

*sortant

### Canton de Saint-Lô-Ouest
| Candidats      | Candidats        | Étiquette      | Premier tour | Premier tour | Second tour | Second tour |
| Candidats      | Candidats        | Étiquette      | Voix         | %            | Voix        | %           |
| -------------- | ---------------- | -------------- | ------------ | ------------ | ----------- | ----------- |
|                | François Brière* | DVD            | 1 076        | 24,88        | 2 390       | 54,47       |
|                | Hervé Legendre   | PS             | 1 002        | 23,17        | 1 998       | 45,53       |
|                | Ugo Paris        | DVD            | 670          | 15,49        |             |             |
|                | Alain Métral     | DVD            | 557          | 12,88        |             |             |
|                | Antoine Aubry    | EÉLV           | 531          | 12,28        |             |             |
|                | Claude Duguey    | DVD            | 251          | 5,80         |             |             |
|                | Jean Michel Hec  | FG (PCF)       | 150          | 3,47         |             |             |
|                | Alain Ozouf      | PRG            | 88           | 2,03         |             |             |
|                |                  |                |              |              |             |             |
| Inscrits       | Inscrits         | Inscrits       | 9 891        | 100,00       | 9 889       | 100,00      |
| Abstentions    | Abstentions      | Abstentions    | 5 454        | 55,14        | 5 172       | 52,30       |
| Votants        | Votants          | Votants        | 4 437        | 44,86        | 4 717       | 47,70       |
| Blancs et nuls | Blancs et nuls   | Blancs et nuls | 112          | 2,52         | 329         | 6,97        |
| Exprimés       | Exprimés         | Exprimés       | 4 325        | 97,48        | 4 388       | 93,03       |

*sortant

### Canton de Saint-Malo-de-la-Lande
| Candidats      | Candidats          | Étiquette      | Premier tour | Premier tour |
| Candidats      | Candidats          | Étiquette      | Voix         | %            |
| -------------- | ------------------ | -------------- | ------------ | ------------ |
|                | Érick Beaufils*    | UMP            | 2 485        | 60,88        |
|                | Emmanuelle Polle   | EÉLV           | 852          | 20,87        |
|                | Christian Duvinage | FG (PG)        | 745          | 18,25        |
|                |                    |                |              |              |
| Inscrits       | Inscrits           | Inscrits       | 8 567        | 100,00       |
| Abstentions    | Abstentions        | Abstentions    | 4 327        | 50,51        |
| Votants        | Votants            | Votants        | 4 240        | 49,49        |
| Blancs et nuls | Blancs et nuls     | Blancs et nuls | 158          | 3,73         |
| Exprimés       | Exprimés           | Exprimés       | 4 082        | 96,27        |

*sortant

### Canton de Saint-Pierre-Église
| Candidats      | Candidats             | Étiquette      | Premier tour | Premier tour | Second tour | Second tour |
| Candidats      | Candidats             | Étiquette      | Voix         | %            | Voix        | %           |
| -------------- | --------------------- | -------------- | ------------ | ------------ | ----------- | ----------- |
|                | Christine Labacheley* | DVD            | 1 153        | 39,39        | 1 574       | 52,36       |
|                | Françoise Bertrand    | PS             | 703          | 24,02        | 1 432       | 47,64       |
|                | Stéphane Lemarquand   | FN             | 550          | 18,79        |             |             |
|                | Catherine Marrey      | EÉLV           | 368          | 12,57        |             |             |
|                | Luc Patenotte         | FG (PG)        | 153          | 5,23         |             |             |
|                |                       |                |              |              |             |             |
| Inscrits       | Inscrits              | Inscrits       | 6 790        | 100,00       | 6 790       | 100,00      |
| Abstentions    | Abstentions           | Abstentions    | 3 781        | 55,68        | 3 635       | 53,53       |
| Votants        | Votants               | Votants        | 3 009        | 44,32        | 3 155       | 46,47       |
| Blancs et nuls | Blancs et nuls        | Blancs et nuls | 82           | 2,73         | 149         | 4,72        |
| Exprimés       | Exprimés              | Exprimés       | 2 927        | 97,27        | 3 006       | 95,28       |

*sortant

### Canton de Sainte-Mère-Église
| Candidats      | Candidats         | Étiquette      | Premier tour | Premier tour | Second tour | Second tour |
| Candidats      | Candidats         | Étiquette      | Voix         | %            | Voix        | %           |
| -------------- | ----------------- | -------------- | ------------ | ------------ | ----------- | ----------- |
|                | Marc Lefèvre*     | DVD            | 1 215        | 42,07        | 1 505       | 51,05       |
|                | Elisabeth Aubert  | PS             | 907          | 31,41        | 1 443       | 48,95       |
|                | Jean-Jacques Noel | FN             | 643          | 22,26        |             |             |
|                | Jean Lenoble      | FG (PCF)       | 123          | 4,26         |             |             |
|                |                   |                |              |              |             |             |
| Inscrits       | Inscrits          | Inscrits       | 5 948        | 100,00       | 5 947       | 100,00      |
| Abstentions    | Abstentions       | Abstentions    | 2 919        | 49,08        | 2 765       | 46,49       |
| Votants        | Votants           | Votants        | 3 029        | 50,92        | 3 182       | 53,51       |
| Blancs et nuls | Blancs et nuls    | Blancs et nuls | 141          | 4,66         | 234         | 7,35        |
| Exprimés       | Exprimés          | Exprimés       | 2 888        | 95,34        | 2 948       | 92,65       |

*sortant

### Canton de Sourdeval
|                | Francine Fourmentin | PS             | 1 443 | 58,49  |  |  |
|                | Albert Bazire*      | UMP            | 1 024 | 41,51  |  |  |
|                |                     |                |       |        |  |  |
| Inscrits       | Inscrits            | Inscrits       | 3 684 | 100,00 |  |  |
| Abstentions    | Abstentions         | Abstentions    | 1 143 | 31,03  |  |  |
| Votants        | Votants             | Votants        | 2 541 | 68,97  |  |  |
| Blancs et nuls | Blancs et nuls      | Blancs et nuls | 74    | 2,91   |  |  |
| Exprimés       | Exprimés            | Exprimés       | 2 467 | 97,09  |  |  |

*sortant

### Canton du Teilleul
| Candidats      | Candidats                  | Étiquette      | Premier tour | Premier tour |
| Candidats      | Candidats                  | Étiquette      | Voix         | %            |
| -------------- | -------------------------- | -------------- | ------------ | ------------ |
|                | François Davoust           | DVG            | 718          | 51,88        |
|                | Patrice Achard de la Vente | M-NC           | 622          | 44,94        |
|                | Joël Gautier               | REG            | 44           | 3,18         |
|                |                            |                |              |              |
| Inscrits       | Inscrits                   | Inscrits       | 2 441        | 100,00       |
| Abstentions    | Abstentions                | Abstentions    | 1 003        | 41,09        |
| Votants        | Votants                    | Votants        | 1 438        | 58,91        |
| Blancs et nuls | Blancs et nuls             | Blancs et nuls | 54           | 3,76         |
| Exprimés       | Exprimés                   | Exprimés       | 1 384        | 96,24        |

### Canton de Torigni-sur-Vire
| Candidats      | Candidats                    | Étiquette      | Premier tour | Premier tour | Second tour | Second tour |
| Candidats      | Candidats                    | Étiquette      | Voix         | %            | Voix        | %           |
| -------------- | ---------------------------- | -------------- | ------------ | ------------ | ----------- | ----------- |
|                | Yves Fauvel                  | M-NC           | 1 120        | 25,37        | 1 994       | 49,06       |
|                | Marie-Pierre Fauvel-Beaufils | M-NC           | 756          | 17,13        | 2 070       | 50,94       |
|                | Maurice Leplatois            | DVD            | 728          | 16,49        |             |             |
|                | Dominique Cailliez           | DVD            | 593          | 13,43        |             |             |
|                | Lionel Boëm                  | PS             | 442          | 10,01        |             |             |
|                | Laurent Pien                 | Cap21          | 320          | 7,25         |             |             |
|                | Dominique Boulard            | EÉLV           | 260          | 5,89         |             |             |
|                | Jacques Jourdan              | FG (PCF)       | 195          | 4,42         |             |             |
|                |                              |                |              |              |             |             |
| Inscrits       | Inscrits                     | Inscrits       | 9 448        | 100,00       | 9 447       | 100,00      |
| Abstentions    | Abstentions                  | Abstentions    | 4 854        | 51,38        | 4 966       | 52,57       |
| Votants        | Votants                      | Votants        | 4 594        | 48,62        | 4 481       | 47,43       |
| Blancs et nuls | Blancs et nuls               | Blancs et nuls | 180          | 3,92         | 417         | 9,31        |
| Exprimés       | Exprimés                     | Exprimés       | 4 414        | 96,08        | 4 064       | 90,69       |

### Canton de Valognes
| Candidats      | Candidats        | Étiquette      | Premier tour | Premier tour | Second tour | Second tour |
| Candidats      | Candidats        | Étiquette      | Voix         | %            | Voix        | %           |
| -------------- | ---------------- | -------------- | ------------ | ------------ | ----------- | ----------- |
|                | Yves Néel*       | PS             | 1 593        | 36,60        | 2 688       | 62,02       |
|                | Jean Marie Losio | DVD            | 1 081        | 24,84        | 1 646       | 37,98       |
|                | Robert Retout    | FN             | 671          | 15,42        |             |             |
|                | Didier Goujon    | EÉLV           | 623          | 14,32        |             |             |
|                | Remi Besselièvre | FG (PCF)       | 384          | 8,82         |             |             |
|                |                  |                |              |              |             |             |
| Inscrits       | Inscrits         | Inscrits       | 10 610       | 100,00       | 10 609      | 100,00      |
| Abstentions    | Abstentions      | Abstentions    | 6 134        | 57,81        | 6 000       | 56,56       |
| Votants        | Votants          | Votants        | 4 476        | 42,19        | 4 609       | 43,44       |
| Blancs et nuls | Blancs et nuls   | Blancs et nuls | 124          | 2,77         | 275         | 5,97        |
| Exprimés       | Exprimés         | Exprimés       | 4 352        | 97,23        | 4 334       | 94,03       |

*sortant

### Canton de Villedieu-les-Poêles
| Candidats      | Candidats          | Étiquette      | Premier tour | Premier tour | Second tour | Second tour |
| Candidats      | Candidats          | Étiquette      | Voix         | %            | Voix        | %           |
| -------------- | ------------------ | -------------- | ------------ | ------------ | ----------- | ----------- |
|                | Jean-Yves Guillou* | DVD            | 1 260        | 44,68        | 1 956       | 69,07       |
|                | Éric Lehéricy      | UMP            | 626          | 22,20        | 676         | 30,93       |
|                | Philippe Lemaître  | PS             | 515          | 18,26        |             |             |
|                | Gaëlle Vallée      | EÉLV           | 221          | 7,84         |             |             |
|                | Isabelle Le cann   | FG (PCF)       | 198          | 7,02         |             |             |
|                |                    |                |              |              |             |             |
| Inscrits       | Inscrits           | Inscrits       | 6 318        | 100,00       | 6 318       | 100,00      |
| Abstentions    | Abstentions        | Abstentions    | 3 386        | 53,59        | 3 238       | 51,25       |
| Votants        | Votants            | Votants        | 2 932        | 46,41        | 3 080       | 48,75       |
| Blancs et nuls | Blancs et nuls     | Blancs et nuls | 112          | 3,82         | 248         | 8,05        |
| Exprimés       | Exprimés           | Exprimés       | 2 820        | 96,18        | 2 832       | 91,95       |

*sortant